# System antybalistyczny A-135

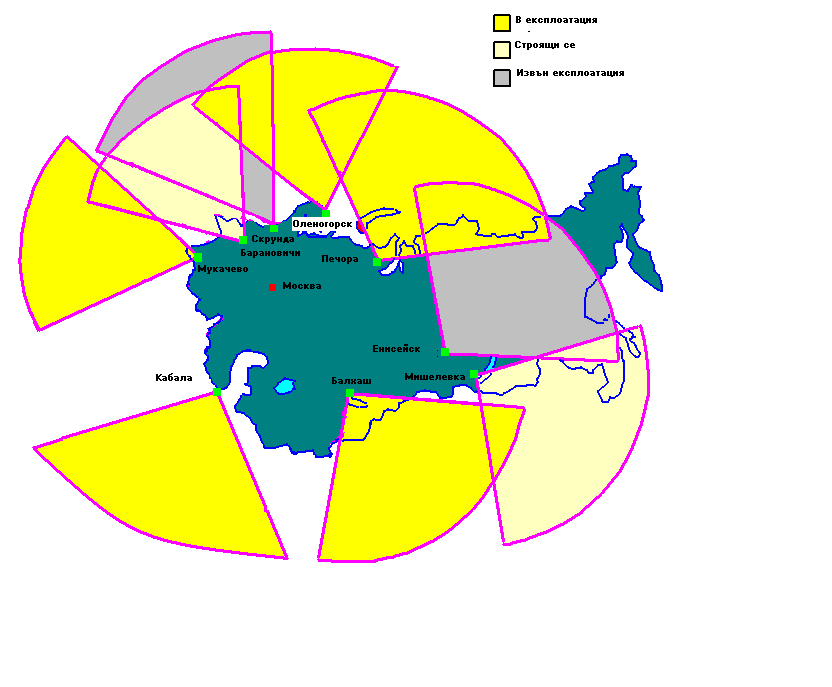
Radary Daryal

System antybalistyczny A-135 Amur rozmieszczony wokół Moskwy radziecki system antybalistyczny wyposażony w pociski antybalistyczne z głowicami jądrowymi, przeznaczony do zwalczania międzykontynentalnych pocisków balistycznych ICBM i satelitów.
Historia systemu zaczyna się w 1968 roku, gdy wiadomo było, że w wyniku testów i prób systemu A-35 nie będzie on w pełni spełniał założeń. Wypracowano koncepcję systemu przeciwrakietowego nowej generacji o większych możliwościach. W 1970 roku zespół głównego konstruktora A.G. Basistowa opracował wstępny projekt systemu obrony Moskwy w ramach pracy naukowo-badawczej Fon-1. A 10 czerwca 1971 roku projekt otrzymał oficjalną nazwę A-135 i roboczą „Amur”. 
System początkowo miał się składać z następujących elementów:
- Punkt dowódczo-obliczeniowy
- cztery węzły radiotechniczne ze zmodernizowanymi stacjami Dunaj-3M i Dunaj-3U
- zmodernizowane z jednokanałowych na wielokanałowe stacje radiolokacyjne z systemu A-35M do kierowania zwalczaniem celów w strefie bliższej
- kompleksy ogniowe bliższego przechwytywania S-225
- stacja radiolokacyjna Don-N do kierowania zwalczaniem celów w strefie dalszej kompleksami Amur
- kompleksy ogniowe Amur do zwalczania celów w strefie dalszej rozmieszczone w odległości 300 i 600 km od centrum Moskwy.

Wyznaczone zostały instytuty i biura konstruktorskie do opracowania poszczególnych elementów kompleksu. Zmodernizowanie systemu A-35 powierzono zespołowi G.W. Kisunke. Kompleks bliskiego zasięgu S-225 projektował zespół B.W. Bunkina. Zespół kierowany przez A.Ł Mincowa opracowywał stacje Don-N. OKB Gruszina opracowywał przeciwrakiety dalszego zasięgu Amur. W międzyczasie trwały między USA i ZSRR pertraktacje ograniczające wyścig zbrojeń, w wyniku, których podpisano między innymi układ ABM o ograniczeniu systemów obrony przed strategicznymi rakietami balistycznymi. Zawierał on ograniczenie do istnienia systemu na obszarze o promieniu 100 km i do 100 jednogłowicowych pocisków przychwytujących i tyleż wyrzutni.
Wobec tych ostrych kryteriów należało wprowadzić korekty do programu projektowania i budowy systemu. Przede wszystkim zmieniono rozmieszczenie kompleksów ogniowych dalekiego zasięgu Amur i włączyć je do strefy rozmieszczenia bliskiego zasięgu. Ostatecznie zakończono opracowanie projektu A-135 z uwzględnieniem modernizacji kompleksu Amur i stacji Don-N do standardu Don-2N. W tym czasie, w lipcu 1974 roku podpisano ze Stanami Zjednoczonymi końcowy protokół ABM, który przesądzał o przyznaniu każdej stronie po jednym systemie przeciwrakietowym. Wobec tego wniesiono kolejne poprawki i prace ostatecznie zakończono w 1975 roku. Ostatecznie poprawiony projekt zatwierdzono i w tej wersji składał się z tylko z jednej stacji Don-2N, czterech stanowisk startowych przeciwrakiet PRS-1 rozmieszczonych w promieniu 18–20 km od centrum Moskwy. Czterech stanowisk startowych przeciwrakiet A-925 w rejonach systemu A-35M.
Dwóch systemów radiolokacyjnych ze stacjami Dunaj-3. Przebudowę zestawów stacji kanału celu RKC-35 do nowych wymogów i jednocześnie zrezygnowano ze stacji RKI-35, a jej zadanie powierzono wielofunkcyjnej stacji Don-2N. Równocześnie włączono wszystkie stacje radiolokacyjnych wczesnego wykrywania na peryferiach kraju.
Jeszcze w 1974 roku podjęto decyzje do budowie eksperymentalnego systemu Amur-P na poligonie Bałchasz (na zachodzie znany, jako Szaryszagan).
Wstępne decyzje o rozpoczęciu realizacji budowy systemu przeciwrakietowego A-135 zapadły w już w 1975 r. Jeszcze podczas prób i testów doświadczalnej wersji systemu, podjęto budowę odpowiedniej infrastruktury dla poszczególnych obiektów. Prace nad systemem przyspieszyły w drugiej połowie lat 80. Do 1985 roku ukończono najważniejsze prace na obiektach punktu dowódczo obliczeniowego, stanowisk startowych przeciw-rakiet i ukończono próby państwowe tych elementów. Zakończono także montaż i wyposażanie oraz dostrajanie aparatury stacji radiolokacyjnej Don-2N, natomiast ciągłą prace w ramach dyżurów stacja podjęła pod koniec lat 80. Dopiero 4 grudnia 1989 roku podpisano protokół o zakończeniu prób państwowych systemu i rekomendacji do przyjęcia systemu do uzbrojenia, co nastąpiło w grudniu 1990. Pełną konfigurację osiągnął dopiero w 1995. Od kilku lat system jest modernizowany, stopniowo udoskonalając wszystkie elementy. Obecnie cały system A-135 Amur jest głównym elementem 9 Dywizji Obrony Przeciwrakietowej w 3 Samodzielnej Armii Obrony Rakietowo-Kosmicznej Federacji Rosyjskiej.
W skład systemu wchodzi:
- Punkt dowódczo-obliczeniowy 5K80 w miejscowości Sofrino
- Wielofunkcyjna stacja radiolokacyjna DON-2NM w Sofrino
- Satelity wczesnego ostrzegania Oko[1]
- Dwa węzły radiotechniczne, każdy z dwiema stacjami  wczesnego wykrywania Dunaj-3U i Dunaj-3M w rejonie miast Czechow i Kubinka
- Stanowiska startowe przeciw rakiet dalszego zasięgu A-925 w miejscowościach Zagorsk i Naro-Fomińsk (po 18 wyrzutni), a bliższego zasięgu PRS-1 w miejscowościach Wnukowo, Sofrino, Korolew, Lytkarino i Schodna (łącznie 64 wyrzutnie).

Pociski A-925 inaczej oznaczony 51T6 ma w kodzie NATO kod ABM-4 GORGON, a pocisk PRS-1 53T6 znany jest jako ABM-3 GAZELLE.
Stacja Don-2N w kodzie NATO nosi oznaczenie PILL BOX